# Юркевич Йосип В'ячеславович
Йо́сип В'ячесла́вович (Венцесла́вович) Юрке́вич  (3 лютого 1855 — 25 листопада 1910) — український громадський діяч, лікар, член київської Старої Громади з 1860-х років, один з фундаторів кооперативного руху в Україні.

## Біографія

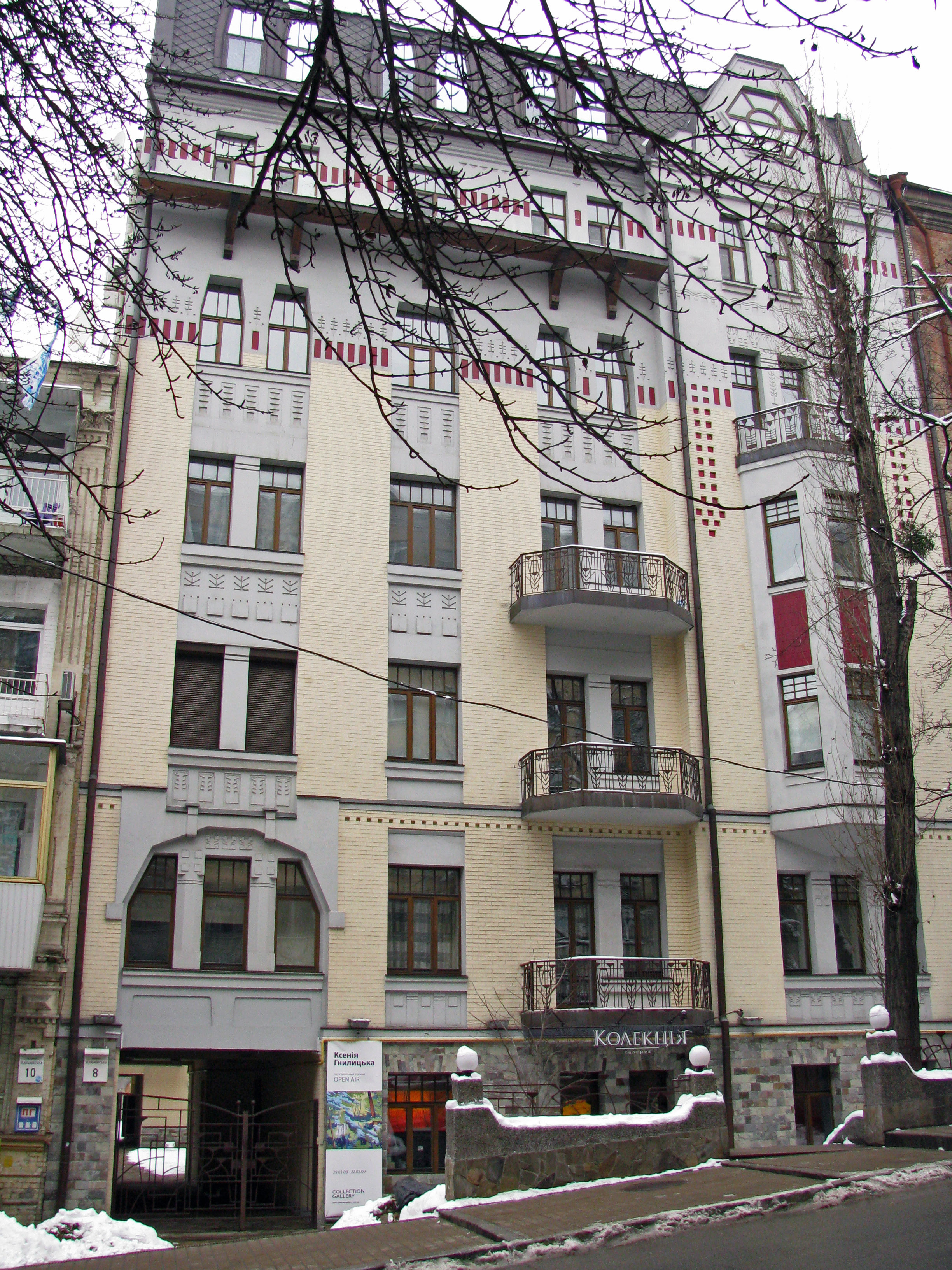
Маєток Юркевича на вулиці Паньківська 8

Йосип Юркевич народився 3 лютого 1855 року в родині полонізованої руської шляхти. Батьки Йосипа померли невдовзі після його народження. У другій половині 1870-х років навчався на медичному факультеті Київського університету. У березні 1878 року брав участь у студентських заворушеннях з приводу арешту студента Миколи Подольського. Згідно з постановою університетського суду виключений з університету без права вступу до іншого навчального закладу протягом двох років і за наказом київського генерал-губернатора висланий до родового маєтку у селі Криве під постійний нагляд поліції. У 1881 році закінчив медичну освіту та отримав звання лікаря. Обіймав посаду земського лікаря.
Йосипу Юркевичу належав маєток у селі Криве Сквирського повіту Київської губернії (нині — Попільнянський район Житомирської області). Його сусідами була родина Рильських; після смерті Тадея Рильського, друга Йосипа Юркевича, останній стає опікуном його сина Максима Рильського.
У селі Криве збудував школу, яка й досі носить його ім'я, а також першу в Україні сільську електростанцію та машинну станцію. Безкоштовно лікував селян, за що отримав прізвисько «сонячний лікар», допомагав талановитій молоді навчатися за кордоном.
Наприкінці 1900-х років практикував у Києві. Йому належала садиба на вулиці Паньківській, № 8. Помер 25 листопада 1910 року, похований у с. Криве.

## Громадська діяльність
Співпрацював із часописами «Рада», «Село», «Літературно-науковий вістник» та ін. Автор нарисів «Сучасні сільські малюнки». Під впливом Йосипа Юркевича історик та громадсько-політичний діяч В'ячеслав Липинський видав свою монументальну працю польською мовою «З історії України. Пам'ятна книга на честь Володимира Антоновича, Пауліна Свенцицького та Тадеуша Рильського» (пол. «Z dziejów Ukrainy. Księga pamiątkowa ku czci Włodzimierza Antonowicza, Paulina Święcickiego i Tadeusza Rylskiego», 1912 р.).
Був також членом Доброчинного товариства видання загальнокорисних та дешевих книжок, дільничим попечителем Бульварної дільниці Києва.